# Saint-Saturnin (Charente)
Saint-Saturnin ist eine westfranzösische Gemeinde mit 1.273 Einwohnern (Stand: 1. Januar 2022) im Département Charente in der Region Nouvelle-Aquitaine. Sie gehört zum Arrondissement Angoulême und zum Kanton Val de Nouère. Die Einwohner werden Saturniniens genannt.

## Lage
Saint-Saturnin liegt etwa acht Kilometer westlich von Angoulême in der Kulturlandschaft des Angoumois. Der Fluss Nouère begrenzt die Gemeinde im Osten. Umgeben wird Saint-Saturnin von den Nachbargemeinden Asnières-sur-Nouère im Norden, Fléac im Osten, Linars im Südosten, Trois-Palis im Süden, Champmillon im Südwesten und Westen sowie Hiersac im Westen und Nordwesten.

## Bevölkerungsentwicklung
| Jahr                       | 1962 | 1968 | 1975 | 1982 | 1990 | 1999 | 2006 | 2019 |
| Einwohner                  | 605  | 619  | 651  | 820  | 1083 | 1159 | 1291 | 1296 |
| Quellen: Cassini und INSEE |      |      |      |      |      |      |      |      |

## Sehenswürdigkeiten
- Kirche Saint-Saturnin aus dem 12. Jahrhundert
- Schloss Maillou aus dem 16./17. Jahrhundert
- Haus Moulède, frühere Priorei

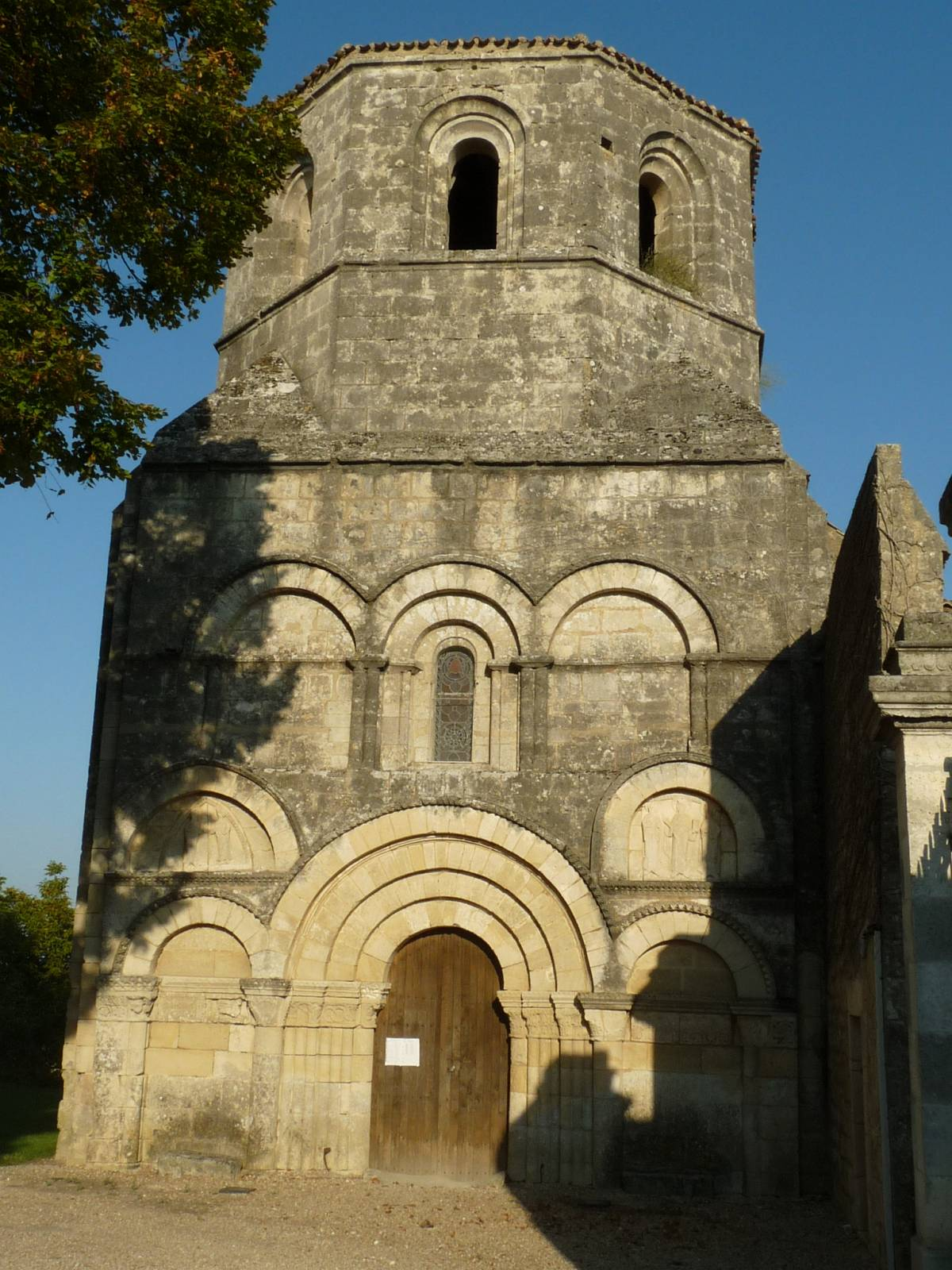
Kirche Saint-Saturnin
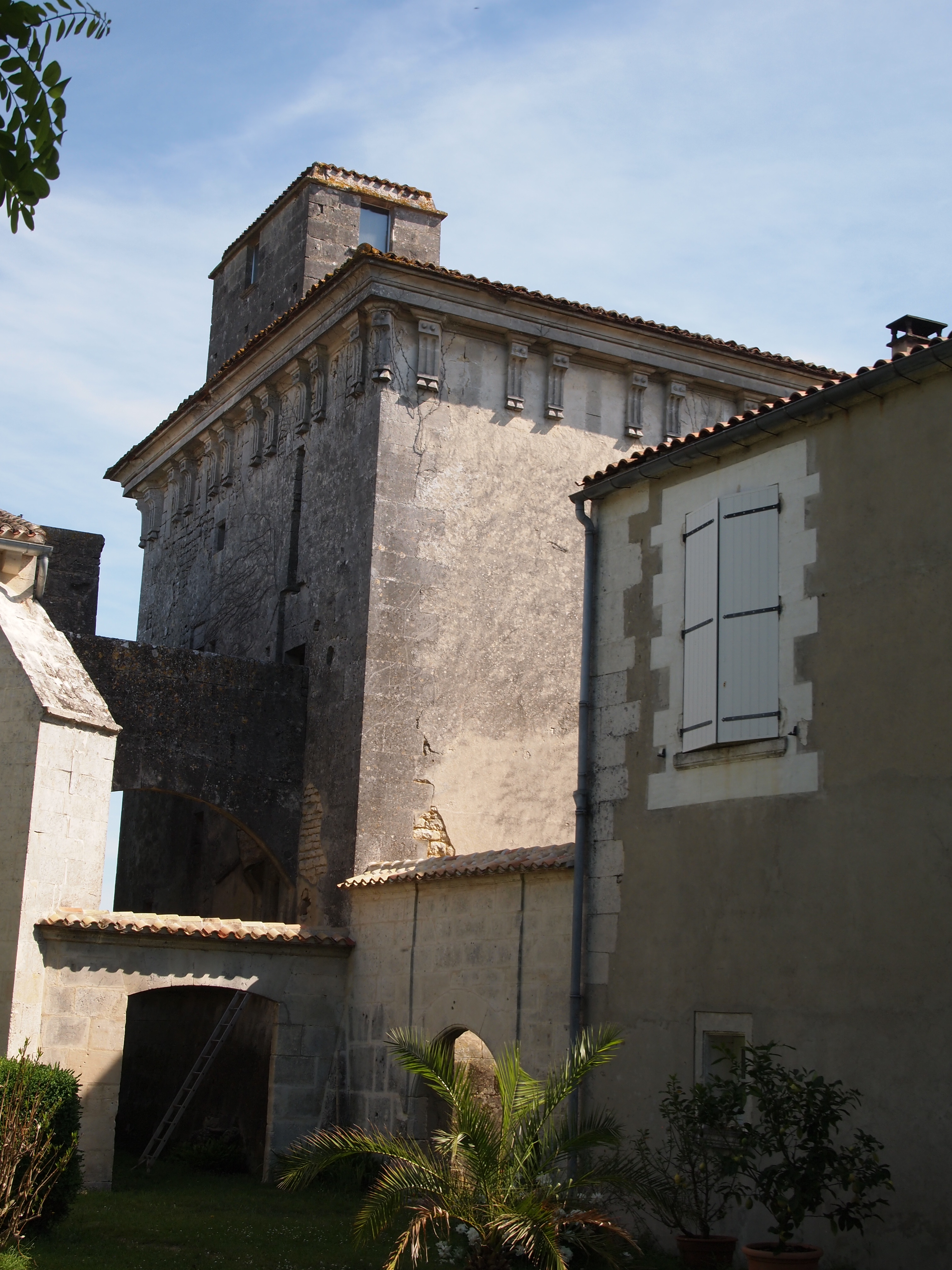
Schloss Maillou

## Persönlichkeiten
- Pierre Mathieu-Bodet (1816–1911), Politiker, französischer Finanzminister (1874/75)